# Bruno Tognaccini
Bruno Tognaccini (né le 13 décembre 1932 à Pian di Scò et mort le 13 août 2013 dans sa commune natale) est un coureur cycliste italien.

## Biographie
Professionnel de 1953 à 1962, il a notamment remporté une étape du Tour d'Italie en 1956 et une étape du Tour d'Espagne en 1957.
Il meurt le 17 août 2013 d'une crise cardiaque.

## Palmarès

### Palmarès amateur
- 1952
  - Giro del Casentino
  - Coppa Ciuffenna
- 1953
  - Coppa Ciuffenna
  - 2e étape du Tour d'Ombrie

### Palmarès professionnel
- 1954
  - 3e de la Coppa Sabatini
- 1956
  - 2eb (contre-la-montre par équipes) et 12e étapes du Tour d'Italie
  - Tour d'Ombrie
  - Trophée Matteotti
  - 6e étape du Tour d'Europe
- 1957
  - 10e étape du Tour d'Espagne
- 1958
  - 2eb étape de Rome-Naples-Rome
  - 3e de Nice-Mont Agel

## Résultats sur les grands tours

### Tour d'Italie
3 participations
- 1956 : 35e, vainqueur des 2eb (contre-la-montre par équipes) et 12e étapes
- 1957 : 65e
- 1958 : 72e

### Tour de France
1 participation
- 1957 : abandon (12e étape)

### Tour d'Espagne
1 participation
- 1957 : 40e, vainqueur de la 10e étape